# Mesagroicus obscurus
Mesagroicus obscurus — вид долгоносиков-скосарей из подсемейства Entiminae.

## Описание
Жук длиной 5—6,5 мм. Верхняя часть тела в жёлто серебристых или коричневатых чешуйках, без явственных пятен. Зёрнышки на переднеспинки плоские и густые, промежутки между ними почти линеобразные. Щетинки на промежутках надкрылий притуплённые, короткие, значительно короткие ширины и густые, промежутки между ними почти линеобразные.

## Экология
Обитает в степях.